# Kleinburger
Kleinburger (Frans: petit bourgeois; Duits: Kleinbürger, Spießbürger) is de uit het Duits afkomstige benaming voor dat gedeelte van de bevolking van een stad die behoort tot de sociale laag tussen de arbeidersklasse en de "grote" burgerij.
Vanuit het socialisme gezien behoort de kleinburger niet tot de revolutionaire arbeidersklasse (de revolutie is niet voor hen bedoeld, niet aan hen besteed).
Het bijvoeglijk naamwoord 'kleinburgerlijk' heeft daardoor de negatieve connotatie van 'bekrompen, niet in staat te willen of te kunnen veranderen' gekregen.